# Haraszti István (orvos)
Haraszti István, Haraszti István Ernő (Vác, 1910. november 23. – Budapest, 1993. július 17.) a bőr- és nemibetegségek szakorvosa; szakíró.

## Életpályája
„„...Apja 1919-ben a váci direktórium tagja, a fehérterror áldozata lett. A szülővárosban töltött gimnáziumi évek után Bécsben, majd Pécsett kezdte meg orvosi tanulmányait. Pécsett kapcsolódott be az illegális mozgalomba...” 
 – A memoár fülszövegéből”

Haraszti Ernő városi állatorvos és Schneller Margit izraelita vallású szülők gyermeke. Orvosi diplomáját Barcelonában szerezte. A spanyol polgárháború idején orvosként vett részt a nemzetközi brigádok harcaiban. A bukás után Párizsba menekült. 1939-ben a II. világháború kitörése után Chilébe emigrált. Egy valparaisói klinikán dolgozott. Megteremtette a chilei nemibeteg-gondozást. 1947-ben tért vissza Magyarországra. Haláláig itt dolgozott.
Szakterülete a nemi betegségek korszerű gyógyítása volt. Ő írta az első valódi, magyar nyelvű nemi felvilágosító könyvet (A nemi élet kérdései). Állandó munkatársa volt az Élet és Tudomány c. folyóiratnak. A Poggyász nélkül című régen megírt memoárját a rendszerváltás előtt publikálta (1981).

## Családja
Gyermekei: Zsuzsa (1933), Katalin (1940), Klára (1956).

## Nyomtatásban megjelent munkái
- A nemi élet kérdései. Gondolat Kiadó, 1964.
- Poggyász nélkül (önéletrajz). Szépirodalmi Kiadó, 1981.
- Fordítás: Antonio  Nunez Jimenez: Kuba földrajza. Gondolat Kiadó, 1966.